# Panoramio
Panoramio fue un sitio web dedicado a exhibir las fotografías de lugares o paisajes que los propios usuarios creaban y georreferenciaban. 
Las imágenes que cumplían ciertos requisitos podían ser vistas a través de la aplicación Google Earth. El objetivo de Panoramio era permitirle a los usuarios de esa aplicación aprender más sobre una zona específica del mapamundi, observando las fotografías que capturaban otros usuarios. 
En julio de 2007, Google adquirió Panoramio y lo integró a su servicio Google Maps.
En septiembre de 2014, Google anunció el cierre definitivo de Panoramio, cuyas imágenes pasaron a ser parte del proyecto Google Views, dejando el sitio web de estar disponible desde el 4 de noviembre de 2016.

## Características
Los usuarios debían estar registrados en Panoramio para poder exhibir sus fotografías. Al momento de registrarse, a cada usuario se le asignaba un número de identificación, lo que permite que su «nombre de usuario» pueda ser modificado sin restricción. Para registrarse y para ser usuario no es requisito sine qua non el subir fotos.
Cada cuenta creada por el usuario tenía 2 gigabytes de capacidad para almacenar sus imágenes en cualquier resolución, siempre y cuando no excedan los 25 megabytes cada una. La cantidad de fotografías que el usuario podía subir diariamente no tenía límite.
Las fotos eran redimensionadas automáticamente para facilitar su visualización, aunque existía la opción de descargar la imagen en su tamaño original. Por defecto, los derechos de autor de las fotos pertenecían al usuario que las subía, pero era posible permitirle a otros usuarios la modificación y el uso comercial de ellas al cambiar la configuración del copyright.
Las fotografías de Panoramio podían recibir comentarios de parte de los usuarios registrados. Los comentarios ofensivos, inapropiados o inadecuados podían ser borrados de las fotos propias pero no de las ajenas. Sin embargo, si un usuario decidía hacer un comentario ofensivo en la foto de un tercero, el usuario afectado no podía hacer nada más que reclamarle al dueño de la foto que quitase dicho comentario. En realidad, lo que ocurría es que los usuarios abusivos confundían la ventana de diálogo que existía debajo de cada foto, o bien con una sala de chat o bien con un foro en alguna de sus distintas posibilidades (foros web, message boards, discussion boards, electronic, discussion groups, discussion forums, bulletin boards). Es por este motivo que en junio de 2008 se estudió la posibilidad de que los usuarios pudiesen decidir entre recibir comentarios de otros usuarios o bien bloquear a los usuarios considerados indeseables. Todo esto afectaría el propósito de Panoramio de ser un sitio para compartir fotos e intercambiar opiniones con personas del mundo entero que compartían la afición por la fotografía.
En cada fotografía existía un botón o enlace para reportar si al usuario le parece que esa fotografía es ofensiva o inapropiada, la que posteriormente era revisado por los administradores del sitio. No existía, sin embargo, un botón similar para reportar los comentarios abusivos, ofensivos o inapropiados.
Los usuarios registrados podían además seleccionar imágenes, e incluso a otros usuarios, como «favoritos». Dentro de la configuración de cada usuario se podía elegir recibir un correo electrónico a diario informando si los usuarios favoritos subían nuevas fotos. Además, también en la configuración se podía seleccionar recibir un correo electrónico cada vez que otro usuario hacía un comentario en las fotos propias.
Las imágenes también gozaban de «popularidad», la cual dependía de diversos factores: cantidad de veces que ha sido vista, cantidad de comentarios recibidos, su resolución en píxeles, etc. En la página de cada foto existía un enlace para votar la foto como la mejor: mientras más votos recibía la foto, más popular era.
Existía un sistema de «etiquetas» que permitía categorizar las fotografías según su posición en el mapa, el tema, el año en que fueron capturadas o lo que su autor estimaba conveniente. Estas etiquetas, también llamadas tags, eran creadas por el autor y representaban una alternativa para encontrar imágenes fácilmente.
Panoramio contaba con la característica Panoramio API, que permitía incrustar una pequeña porción del mapamundi, y sus respectivas fotos, en una página web. Para ello, se ponía a disposición un código que ha de ser copiado y pegado en la página. Las características del mapa (alto, ancho, área a mostrar) eran especificadas por cada usuario.
Otras formas para que la comunidad de usuarios compartiese opiniones e ideas eran el foro multilingüe y el blog de Panoramio. En este último, eran los propios creadores quienes solían publicar información relacionada con Panoramio, como nuevas características, cifras o noticias.
El 3 de junio de 2008, Panoramio añadió la característica Look Around, que servía para visualizar fotografías en áreas con una gran densidad de imágenes.

### Geoposicionamiento

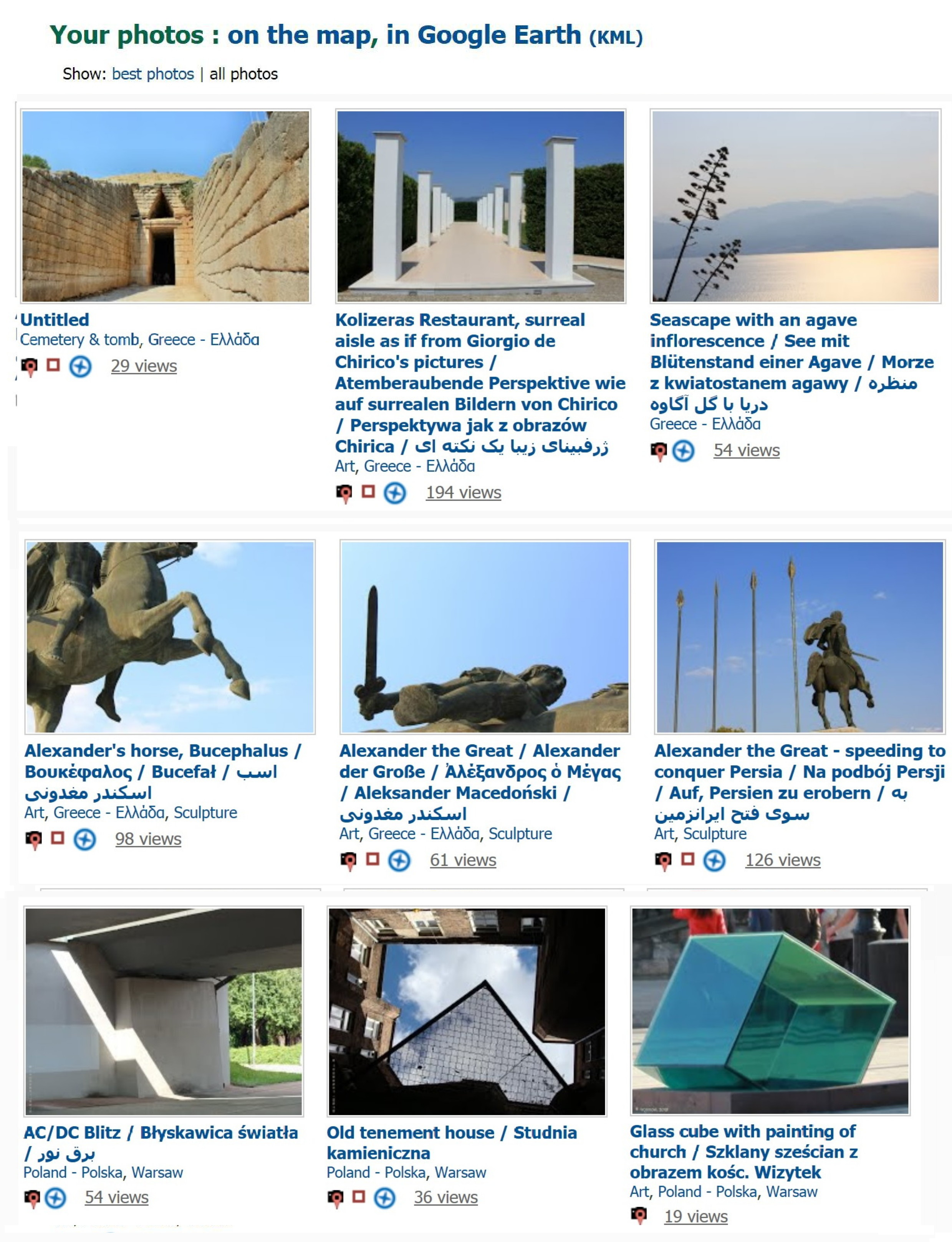
Muestra de la página Panoramio (del usuario 656563) que ejemplifica algunas de las opciones del sitio.

Cada fotografía podía ser posicionada en el mapamundi mientras era subida a Panoramio o en cualquier momento en el futuro. El proceso de geoposicionamiento solía ser manual, pero si las fotografías incorporaban las coordenadas en exif, eran situadas automáticamente en el mapa. Las fotos que no eran geoposicionadas tenían menos posibilidades de ser visualizadas por los usuarios.
Si algún usuario consideraba que una foto ajena estaba incorrectamente posicionada, podía sugerirle a su autor corregir la situación, indicándole en un mapa la posición que estimaba correcta e incluso podía enviarle un breve mensaje explicándole las razones de dicha sugerencia.

### Panoramio y Google Earth
Las imágenes seleccionadas por los administradores eran enviadas a Google Earth para que los usuarios de ese software pudiesen visualizarlas al activar la Capa Panoramio de la sección «web geográfica».
Las fotografías visibles en Google Earth debían cumplir ciertos requisitos, por ejemplo, ocupar más de 100 kilobytes, ser fotografías de exteriores, no debían ser retratos, no debían mostrar primeros planos de objetos o animales, etc.
Existían dos maneras de visualizar las fotografías en Google Earth. La primera consistía en esperar que los administradores de Panoramio aceptasen las fotografías y las enviasen a Google Earth. Las imágenes seleccionadas eran enviadas una vez al mes y estaban visibles para todo aquel que utilizase el software. La otra opción era más rápida: consistía en descargar un archivo desde Panorammio que, al abrirlo con Google Earth, permitía ver todas las imágenes situadas en el mapa, incluso aquellas que no habían sido seleccionadas por los administradores. Cabe recordar que el segundo método permitía visualizar las fotografías solo al usuario que descargó el archivo KML desde Panoramio a su computadora.
La popularidad de las imágenes era un factor determinante al momento de visualizarlas en Google Earth: mientras más popular la fotografía, era visible a menor nivel de ampliación y viceversa. De forma predeterminada, las fotografías en el mapa eran visibles como pequeños cuadros celestes. Para poder visualizarlas a tamaño completo, solo bastaba con hacer clic sobre ellas.
Los cambios realizados a las fotografías visibles en Google Earth (título, posición, etc.) eran visibles en el software después de la próxima actualización de las imágenes. Lo mismo ocurría con aquellas imágenes que habían sido eliminadas por sus autores.

### Código de conducta
En junio de 2008, Panoramio no disponía de un código de conducta, lo que dio lugar a comportamientos abusivos en los comentarios de algunas fotos. De esta manera, usuarios inescrupulosos utilizaron el sitio para todo tipo de discusiones de temas controversiales (religión, política, fútbol, historia, etcétera). Estas disputas solían incluir insultos, amenazas, improperios, acusaciones y diversas conductas antisociales.

## Historia

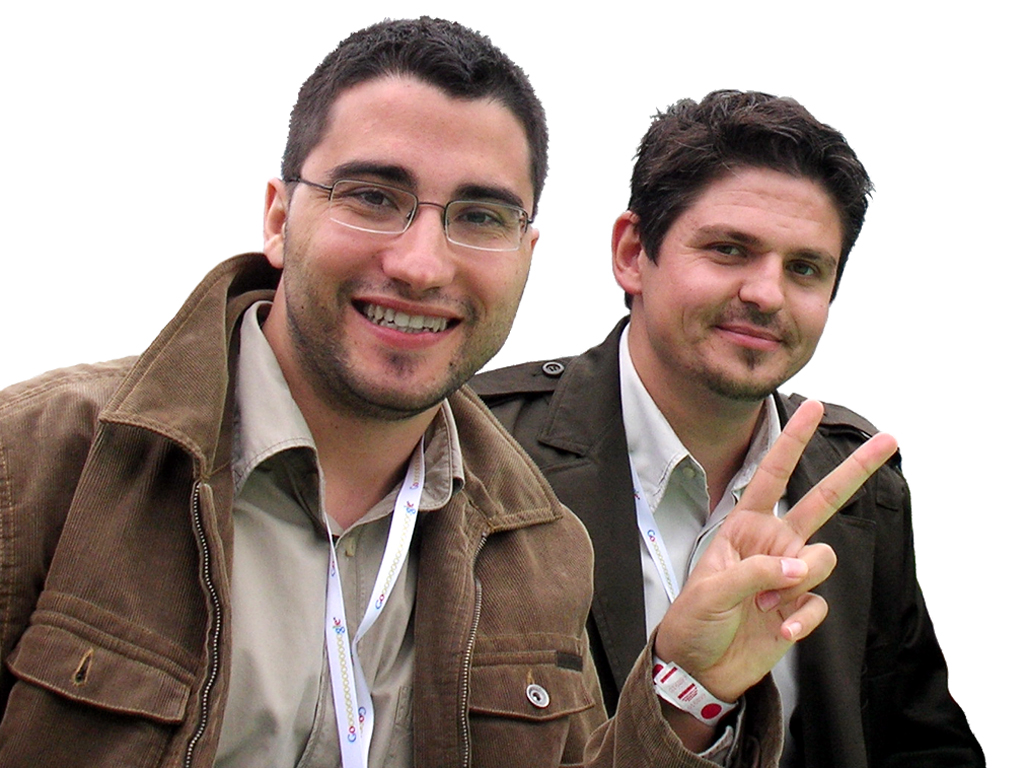
Joaquín Cuenca y Eduardo Manchón.

Panoramio fue lanzado el 3 de octubre de 2005 por Joaquín Cuenca Abela y Eduardo Manchón Aguilar, dos españoles de Cox y Callosa de Segura, respectivamente. En marzo de 2007, los usuarios habían subido más de un millón de fotografías. Tres meses después, el 27 de junio, la cantidad de imágenes creció a 2 millones. Para fines de octubre de ese año, las fotografías alcanzaron la suma de 5 millones.
El 30 de mayo de 2007, la empresa Google anunció que planeaba adquirir Panoramio. La negociación llegó a su fin en julio del mismo año, cuando Panoramio aceptó la oferta de Google.
El 16 de septiembre de 2014, Google anunció el cierre de Panoramio.
En mayo de 2015 el número de archivos subidos (incluyendo los que ya se habían borrados) superó los 120 millones.
Al 8 de octubre de 2016, el número de fotos subidas fue de 94 370 531 por 4 149 004 de usuarios, con un total de visitas de 75,64 mil millones.

### ConcursoGeotagged
En abril de 2008 comenzó el concurso mensual Geotagged. El certamen, patrocinado por la compañía de artículos electrónicos ATP, premiaba las mejores fotografías subidas a Panoramio en cuatro categorías: escenario, patrimonio, viajes y lugares inusuales.
La elección duraba un mes y solo podían participar las fotografías que habían sido subidas al sitio durante el mes anterior. En los primeros concursos los usuarios podían participar con una cantidad ilimitada de imágenes, pero desde junio el límite fue de cinco fotos. Los demás usuarios eran los encargados de votar por una cantidad indefinida de fotos y decidir quién gana la competencia. 
En cada categoría, el vencedor obtenía un geolocalizador para añadir las coordenadas automáticamente a sus fotografías digitales, además de una tarjeta de memoria de 4 gigabytes. El segundo lugar ganaba el mismo geolocalizador, junto con una memoria USB de 512 megabytes. Esta última también se le otorgaba a las cinco «menciones honorables» de cada categoría. Todos los premios eran de la marca ATP.
Este concurso dio lugar a que muchos usuarios recurrieran al spam en los comentarios de las fotos para promocionar sus fotos participantes. Este proceder se convirtió en insoportable para el resto de los usuarios y en mayo de 2009 los administradores se vieron obligados a introducir claras reglas respecto a la prohibición de ese tipo de prácticas antisociales.
Otra de las críticas frecuentes es que no se sabía cuántos votos recibía una foto presentada en el concurso.

### Encuentros Panoramio
El 8 de mayo de 2008 se realizó el primer Encuentro Panoramio en el bar Mirablau de la ciudad de Barcelona. A la reunión asistieron alrededor de 60 usuarios, más el equipo fundador del sitio. En la ocasión se celebraron los 5 millones de fotografías subidas a Panoramio. 
El 22 de mayo del mismo año, se llevó a cabo el Encuentro Panoramio en Londres, con 75 participantes. Las siguientes reuniones se realizaron el 4 de julio en París, Francia, y el 11 de septiembre en Berlín.
En los últimos años, las reuniones y encuentros de los distintos grupos (temáticos o territoriales) se han multiplicado exponencialmente.

## Desventajas

### Spam
A finales de mayo de 2008, Panoramio sufrió el primer ataque masivo de spam. Miles de usuarios fueron automáticamente creados para publicar comentarios engañosos en las fotografías. Estos ofrecían premios a los usuarios si hacían clic en los enlaces que contenían. Los administradores del sitio reaccionaron rápidamente, primero borrando los comentarios con los enlaces maliciosos y luego eliminando a los falsos usuarios. Como consecuencia del ataque y como medida de seguridad, se estableció el sistema captcha para el registro de nuevos usuarios.

### Críticas
A menudo, algunos usuarios subían fotografías de poco interés público, como imágenes de mascotas, retratos familiares, etcétera. Además, imágenes de baja calidad solían ser aceptadas por los administradores. A veces, el geoposicionamiento era incomprendido por los usuarios, quienes ubicaban sus fotografías incorrectamente o simplemente no lo hacían. Tampoco existía un estándar respecto al título de cada imagen. Debido a esto, muchas fotografías tenían nombres engañosos, erróneos, mal escritos, insignificantes o sencillamente inútiles en diversos idiomas.